# Flux Pavilion
Joshua Steele, známý pod uměleckým jménem Flux Pavilion, je britský producent elektronické hudby (převážně Dubstepu) a DJ. Spolu s Doctorem P, DJem Swan-E a Dyspro je spolu zakladatelem labelu Circus Records. Nejvíce je asi znám díky svému singlu Bass Cannon, který se dostal na 56. místo hitparády UK Singles Chart.

## Diskografie

### Extended Play-e
- 2009: Boom (s Datsikem a Excision)
- 2010: Lines in Wax

### Singly
| Rok  | Singl                     |
| ---- | ------------------------- |
| 2011 | Bass Cannon               |
| 2011 | I Can't Stop              |
| 2012 | Daydreamer (feat. Example |

### Remixy
| Rok  | Singl                             | Původní interpret |
| ---- | --------------------------------- | ----------------- |
| 2010 | Sweet Shop                        | Doctor P          |
| 2010 | Cracks (feat. Belle Humble)       | Freestylers       |
| 2010 | BLue Skies                        | Jamiroquai        |
| 2010 | All The Eastern Girls Chapel Club |                   |
| 2010 | Gold Dust                         | DJ Fresh          |
| 2011 | Louder (feat. Sian Evans)         | DJ Fresh          |
| 2011 | Internet Connection               | M.I.A.            |
| 2011 | Midnight Run                      | Example           |
| 2011 | Streets of Rage                   | Picto             |
| 2011 | Syndicate                         | Skrillex          |
| 2012 | Must Be the Feeling               | Nero              |